# کالای وبلن

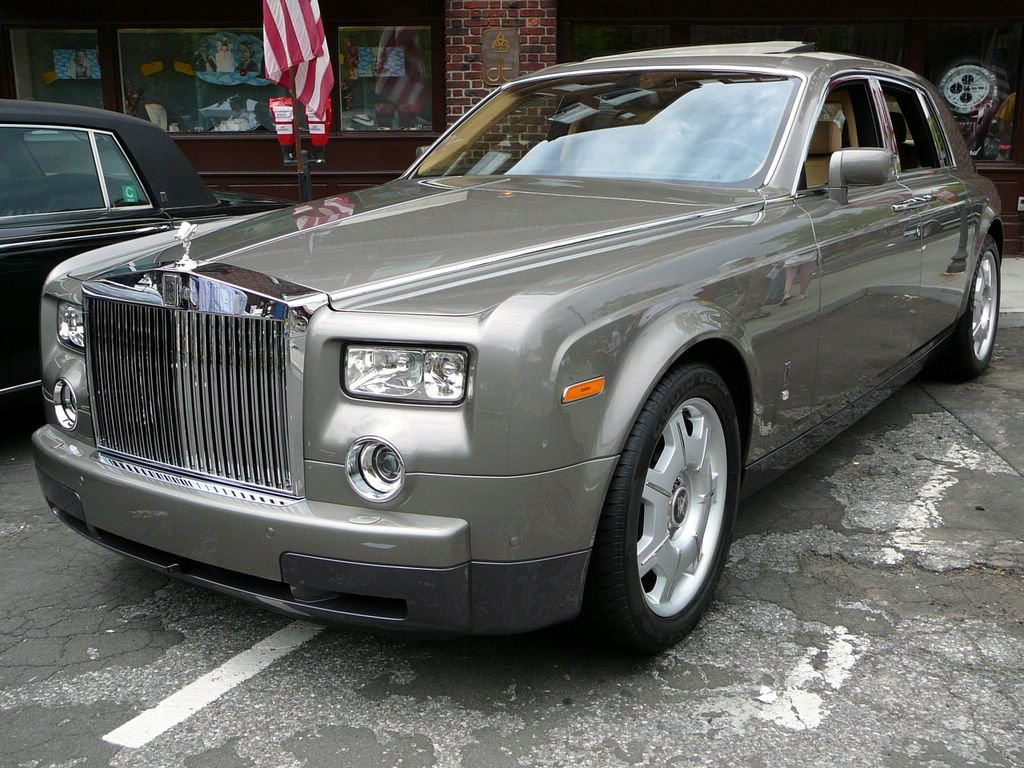
کالاهای وبلن مانند خودروهای لوکس به دلیل و نه به رغم قیمت بالای آنها، محصولات مصرفی مطلوبی برای مصرف آشکار در نظر گرفته می‌شوند.

کالای وبلن (انگلیسی: Veblen good) نوعی کالای لوکس است که تقاضا برای یک کالا با افزایش قیمت، در تضاد ظاهری (اما نه واقعی) با قانون تقاضا افزایش می‌یابد و منجر به منحنی تقاضا با شیب صعودی می‌شود. قیمت‌های بالاتر کالاهای وبلن ممکن است آنها را به عنوان نمادی از وضعیت در شیوه‌های مصرف‌گرایی خودنمایانه و اوقات فراغت آشکار مطلوب کند. یک محصول ممکن است یک کالای وبلن باشد، زیرا کالایی موقعیتی است، چیزی که افراد کمی می‌توانند مالک آن باشند.